# Evenus coronatus
Evenus coronatus is een vlinder uit de familie Lycaenidae (kleine pages, vuurvlinders en blauwtjes). De wetenschappelijke naam van de soort werd als Thecla coronata in 1865 gepubliceerd door William Chapman Hewitson.

## Kenmerken
De spanwijdte van de vlinder kan oplopen tot 6 centimeter bij de mannetjes. De bovenzijde van de vleugels zijn iriserend blauw. Als de vlinder stil zit, heeft hij zijn vleugels meestal dichtgeklapt. De onderzijde van de vleugels maken met de groene tekening dat de vlinder dan niet opvalt in het gebladerte. 
De vrouwtjes zijn van de mannetjes te onderscheiden door rode vlekken aan de basis van de staartjes aan de achtervleugels.

## Verspreiding en leefgebied
De vlinder komt verspreid voor in de tropische regenwouden van het zuiden van Mexico tot aan Ecuador in een brede kuststrook. 

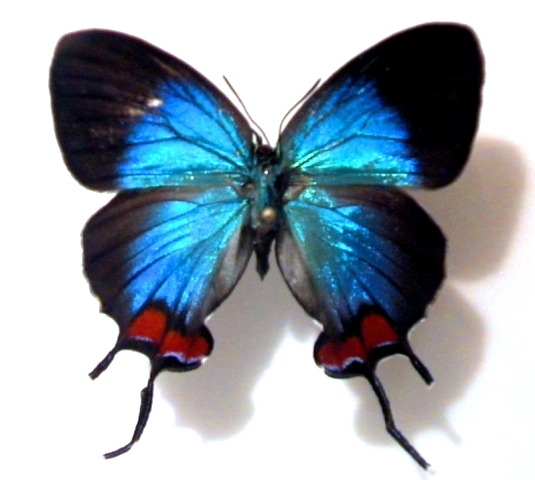
Vrouwtje